# Герб Жашківського району
Герб Жашківського району — офіційний символ Жашківського району, затверджений 16 жовтня 2004 р. рішенням сесії районної ради.

## Опис
На лазуровому щиті з зеленою базою та золотою облямівкою срібна стилізована постать Богородиці Покрови на повний зріст з омофором у руках. Щит увінчано золотим снопом пшениці з перевеслом та обрамлено вінком з дубового листя з жолудями та калинового листя з гронами ягід, обвитим стрічкою з написом «Жашківський район».